# Alpha 68000 Based
Le Alpha 68K Based est un système de jeu vidéo d'arcade, commercialisé en 1986 par la société SNK.

## Description
La même année de sortie du Psycho Soldier et du Ikari Warriors, SNK créé le Alpha 68K Based. La fin des années 1980 est une période faste pour SNK.
SNK passe sur processeur Motorola à partir de ce système, appelé 68K pour symboliser l'utilisation de ce type de processeur chez SNK : le célèbre M68000. 68K (ou M68K) est l'autre nom de ce processeur et de ses déclinaisons commercialisées par Motorola. Alpha indique également qu'il intègre un microcontrôleur Alpha qui est capable d'écrire à tout moment dans la mémoire principale. Le son est géré par un Zilog Z80 et des puces sonores pouvant varier (en quantité) suivant les jeux : des Yamaha YM2203, YM2413 et YM3812, des General Instrument AY-3-8910 et des circuits DAC (digital to analog converter),.
C'est la première fois qu'un système d'arcade créé par SNK accueille des jeux étant développés par d'autres entreprises. La quantité de ces derniers est en augmentation.

## Spécifications techniques

### Processeur
- Processeur central : Motorola 68000 à différentes cadences

### Affichage
- Résolution :
  - 224 × 256
  - 256 × 224
- Palette couleurs de 257 à 4096 couleurs

### Audio
- Processeur sonore : Zilog Z80 à différentes cadences
- Puces audio :
  - Yamaha YM2203 à différentes cadences
  - Yamaha YM2413 à différentes cadences
  - General Instrument AY-3-8910 à différentes cadences
  - Circuit DAC
- Capacités audio : Mono

## Liste des jeux
| Titre                   | Développeur  | Éditeur                      | Genre | Année |
| ----------------------- | ------------ | ---------------------------- | ----- | ----- |
| Gang Wars               | Alpha Denshi | SNK                          |       | 1989  |
| Gold Medalist           | SNK          | SNK                          |       | 1988  |
| Kyros                   | Alpha Denshi | SNK / World Games            |       | 1987  |
| Mahjong Block Jongbou   | SNK          | SNK                          |       | 1987  |
| Paddle Mania            | SNK          | SNK                          |       | 1988  |
| Sky Adventure           | Alpha Denshi | Alpha Denshi                 |       | 1989  |
| Sky Soldiers            | Alpha Denshi | Romstar / SNK                |       | 1988  |
| Super Champion Baseball | Alpha Denshi | SNK                          |       | 1989  |
| Super Stingray          | Alpha Denshi | Alpha Denshi                 |       | 1986  |
| The Next Space          | SNK          | SNK / Pasadena International |       | 1989  |
| Time Soldiers           | Alpha Denshi | Romstar / SNK                |       | 1987  |